# UCI-BMX-Racing-Weltcup 2005
Beim UCI-BMX-Racing-Weltcup 2005 wurde durch die Union Cycliste Internationale ein Weltcup-Sieger im BMX-Rennsport ermittelt. Der Wettbewerb trug erstmals den Beinamen UCI-BMX-Supercross-Weltcup.

## Termine
Nachdem 2003 und 2004 eine „Supercross“ genannte Veranstaltung „anstelle“ eines Weltcups stattgefunden hatte, wurde der Supercross nunmehr offiziell zum Weltcup erklärt. Dieser sollte eine Elite-Veranstaltung mit begrenzten Teilnehmerzahlen sein, um den Sport in Hinblick auf die Olympischen Spiele 2008 attraktiv zu machen. Es gab zwei Läufe, je einer in Europa und in Nordamerika.
- Aigle: 18. und 19. Juni
- San José: 8. und 9. September

Wie in den Vorjahren gab es nur Wettbewerbe für Männer, wobei Elite und Junioren ein gemeinsames Klassement ausfuhren. Am ersten Tag jedes Wettkampfs fand die Qualifikation statt, am zweiten Tag die Endläufe. Für einen Sieg gab es 16 Punkte, die nachfolgenden Fahrer erhielten jeweils einen Punkt weniger. Der Supercross von Aigle fand im Centre Mondial du Cyclisme statt und blieb die einzige jemals in der Schweiz ausgetragene Runde des Weltcups (Stand 2024).

## Resultate
| # | Datum        | Ort      | Erster          | Zweiter           | Dritter            |
| - | ------------ | -------- | --------------- | ----------------- | ------------------ |
| 1 | 19. Juni     | Aigle    | Robert de Wilde | Cristian Becerine | Randy Stumpfhauser |
| 2 | 9. September | San José | Robert de Wilde | Luke Madill       | Kyle Bennett       |

Gesamtwertung
| Platz | Name               | Punkte |
| ----- | ------------------ | ------ |
| 1     | Robert de Wilde    | 32     |
| 2     | Randy Stumpfhauser | 26     |
| 3     | Cristian Becerine  | 18     |
| 4     | Luke Madill        | 15     |
| 5     | Kyle Bennett       | 14     |
| 6     | Jason Rogers       | 13     |